# Hepu, Guangdong
Hepu (kinesiska: 河浦) är ett stadsdelsdistrikt i sydöstra Kina. Det ligger i stadsdistriktet Haojiang i staden Shantou i 
provinsen Guangdong, omkring 350 kilometer öster om provinshuvudstaden Guangzhou. Antalet invånare är 34 442. Befolkningen består av 17 565 kvinnor och 16 877 män. Barn under 15 år utgör 28,0 %, vuxna 15-64 år 64 %, och äldre över 65 år 6,0 %.